# Compensación
En Derecho, la compensación es uno de los modos de extinción de las obligaciones que tiene lugar cuando dos personas son deudoras la una de la otra, con el efecto, por ministerio de la ley, de extinguir las dos deudas hasta el importe menor.

## Requisitos
- Que las dos obligaciones consistan en entregar dinero o cosas fungibles de la misma especie y calidad.
- Que el objeto de las dos obligaciones esté determinado, o que su determinación dependa sólo de una operación aritmética.
- Que las dos obligaciones sean líquidas.
- Que ambas obligaciones sean exigibles, y que sobre ninguna de ellas haya retención judicial o controversia promovida por un tercero.
- Opera por el ministerio de la ley y aún sin consentimiento de los deudores.

Es importante precisar que, en materia fiscal, el concepto "compensación" tiene otro contexto muy distinto.

## Efectos
- Extinción de los créditos.
- Extingue también los créditos accesorios de las obligaciones a compensar en la misma proporción, tanto las prestaciones accesorias de la deuda interés y gastos, como las garantías personales, fianza.
- Hay ciertos créditos que no son compensables, la ley los protege declarándolos inembargables al interés de los demás. No habrá lugar a la compensación cuando una de las partes hubiere renunciado a ella.